# Hyalis
Hyalis, rod glavočika, dio tribusa Hyalideae.. Postoje dvije vrste iz Bolivije, Argentine i Paragvaja.

## Vrste
1. Hyalis argentea D.Don ex Hook. & Arn.
2. Hyalis lancifolia Baker